# Зонклар, Карл
Карл Зонклар (нем. Karl Sonklar, Edler von Innstädten; 2 декабря 1816, Бела-Црква — 10 января 1885, Инсбрук) — австрийский географ.
Посещал в 1829—1832 математическую школу в городе Карансебеш, в которой он впоследствии некоторое время преподавал. Находился в 1839—1848 в качестве офицера пехоты в Аграме, Граце и Инсбруке и использовал своё пребывание в Граце для изучения физики и химии в тамошнем университете. Из Инсбрука он совершал далёкие путешествия в Альпы. Вместе с Фридрихом Симони и Антоном фон Рутнером считается пионером исследования Альп.
С 1848 по 1857 он жил как воспитатель эрцгерцога Карла Виктора в Шёнбрунне. С 1857 преподавал географию в Военной академии в Винер-Нойштадт, ежегодно объезжал Альпы. С этого поста он подал в 1872 в отставку в чине генерал-майора и поселился в Инсбруке, где и умер 10 января 1885 года.

## Работы
Зонклар опубликовал:
- «Reiseskizzen aus den Alpen und Karpathen» (B., 1857);
- «Die Oetzthaler Gebirgsgruppe» (Гота, 1860, с атласом);
- «Die Gebirgsgruppe der hohen Tauern» (B., 1866);
- «Die Zillerthaler Alpen» (Гота, 1877);
- «Allgemeine Orographie» (В., 1873 — главный труд Зонклара);
- «Die Ueberschwemmungen» (В., 1883);
- «Graphische Darstellung der Geschichte der Malerei» (B., 1853)
- и др.,

а также много распространенных учебников по географии.